# アンドレス・デ・ウルダネータ
アンドレス・デ・ウルダネータ（1508年 - 1568年6月3日）は、船員・探検家・聖アウグスチノ修道会の修道士。バスク人。フィリピンから太平洋を渡り、ヌエバ・エスパーニャ（現メキシコ）のアカプルコに至る航路を開拓し、この航路は「ウルダネータの航路」と呼ばれた。

## 前半生
ウルダネータはスペイン・バスク地方のギプスコアにあるオルディシアで生まれた。
ラテン語と哲学を学んだが、孤児となり、軍隊に入る。イタリア戦争中、大尉に昇進した。スペインに戻ってからは数学、天文学を学んだが、それをきっかけに、海に生きることへのあこがれを抱くようになった。1525年、ウルダネータはガルシア・ホフレ・デ・ロアイサの下で香料諸島（モルッカ諸島）への遠征に参加することとなったが、この航海は苦難に満ちており、450人いた乗組員の生存者は105人のみで、ウルダネータはその一人となった。
ポルトガル人に捕らえられていたが、1528年にヨーロッパに戻ることに成功し、ウルダネータはフアン・セバスティアン・エルカーノに次いで史上2番目の世界周航達成者となった。しかし、スペイン王カルロス1世はウルダネータの帰国を歓迎せず、ウルダネータ自身も探検に疲れ果てていたため、ヌエバ・エスパーニャに渡って聖アウグスチノ修道会に加入し修道士となった。

## 再び海へ
1564年、ヌエバ・エスパーニャ副王ルイス・デ・ベラスコの死去にともない、ヌエバ・エスパーニャの統治はアウディエンシア管轄下に入った。フィリピン諸島の征服と植民地化のための遠征準備が最初の課題となった。これは1559年にフェリペ2世が下した命令で、指揮官に指名されたウルダネータは恐れていたし、副王は死ぬまでこの件を検討中としていた。ウルダネータは有能な航海士で、とりわけインド方面に強いと考えられていた。フェリペ2世はウルダネータに遠征参加を要求し、彼を指揮官とすることを提案した。ウルダネータは遠征参加に同意した。指揮権と前金は認められず、ミゲル・ロペス・デ・レガスピが指揮官とされた。レガスピ座乗のサン・パブロ号を旗艦とし、ウルダネータ座乗のサン・ペドロ号、小型船のサン・フアン号とサン・ルーカス号が続くこの遠征艦隊は、ハリスコ州バーラ・デ・ナビダードを1564年11月21日に出発した。
島（フィリピン）でしばらく過ごしたレガスピは、島に残ることにした。そしてレガスピは、ヌエバ・エスパーニャに帰るための航路開拓と、フィリピン植民地への増派を求めるために、ウルダネータを帰らせることにした。ウルダネータはセブ島のサン・ミゲルを1565年7月1日に出航した。遙か北緯36度まで進まないと、良い風は得られなかった。航海中のトラブルから、ウルダネータ自身が指揮をとることになった。サン・ペドロ号は130日間で12,000マイル（20,000km）航海し、1565年10月8日、アカプルコに入港した。この航海で乗組員14名が死んだ。錨を降ろす力が残っていたのは、レガスピの甥フェリペ・デ・サルセードとウルダネータだけだった。
到着後、ウルダネータは遠征艦隊の一員でフィリピンに向かう途中はぐれたアロンソ・デ・アレジャノを見つけた（アレジャノはサン・ルーカス号に乗っていた）。アレジャノは艦隊とはぐれてから、8月にバーラ・デ・ナビダードまで戻ってきていた。アレジャノの記録はウルダネータのものよりまったく不正確かつ専門的でなかったため、ウルダネータの航路が有名になり、信用に足るものとされた。
ウルダネータは遠征報告のためヨーロッパに行き、報告後ヌエバ・エスパーニャに戻った。再びフィリピンに向かうことを望んだが、友人たちが思いとどまらせた。彼は自身の船旅に関する手記を二つ書いた。その片方、ロアイサの遠征の話は出版された。もう片方の、帰還の話を書いたものは、原稿がインディアス古文書館に収蔵されている。
以後17世紀まで、スペイン領フィリピンとメキシコを結ぶ貿易船であるマニラ・ガレオンが「ウルダネータの航路」を用いた。スペインは19世紀まで太平洋の多くにおいて名目上の宗主権を持っていたが、さまざまな理由により北米の太平洋岸や太平洋にある他の島々を探検することはなかった。
1568年、ウルダネータはメキシコシティで逝去した。